# 발레리 방기기
발레리 방기기(Valérie Benguigui, 1961년 7월 2일 ~ 2013년 9월 2일)는 프랑스의 배우, 연극 감독이다. 2012년 영화 《그 이름은...》을 통해 세자르상 여우조연상을 수상했다.

## 영화
- 카오스 (2001년 영화)
- 에브리 잭 해즈 어 질
- 그 이름은...